# Hidden Agenda (série de televisão)
Hidden Agenda (วาระซ่อนเร้น; RTGS: Wara Son Ren) é uma série de televisão tailandesa de comédia romântica de 2023 estrelada por Archen Aydin (Joong), Natachai Boonprasert (Dunk), Thanaboon Kiatniran (Aou) e Tharatorn Jantharaworakarn (Boom). Baseada no romance de mesmo nome de Dezair.
Dirigida por Bundit Sintanaparadee (Tee) e co-produzida pela GMMTV e Dee Hup House, a série foi anunciada no evento GMMTV 2023 "DIVERSELY, YOURS" em 22 de novembro de 2022.
A série estreou no GMM 25 e no canal oficial do GMMTV no YouTube em 9 de julho de 2023, com exibição às sextas-feiras às 20:30 ICT. A série terminou em 24 de setembro de 2023.

## Sinopse
Quando o último ano de ciência política chegou, Zo (Dunk), um aluno do quarto ano de RI, decidiu confessar seus sentimentos a Nita (Jamie), uma colega de classe que ele gostava secretamente há muito tempo. No entanto, nunca tendo tido um relacionamento antes e sem noção sobre cortejar alguém, ele não tinha ideia de como começar. Seus amigos próximos o encorajaram a procurar ajuda de Joke (Joong), um aluno do quarto ano de governança — ex-namorado de Nita, famoso por seu temperamento explosivo, impaciência e natureza egocêntrica.
Mas a "ajuda" que ele recebeu parecia esconder algo sob sua superfície bem-intencionada. Quanto mais Joke ajudava, mais Soh se afastava do sucesso.

## Elenco e personagens

### Principal
- Archen Aydin (Joong) como Joke Jiranai
- Natachai Boonprasert (Dunk) como Zo Sitang

### Recorrente
- Thanaboon Kiatniran (Aou) como Jeng (primo de Joke)
- Tharatorn Jantharaworakarn (Boom) como Pok
- Chayapol Jutamas (AJ) como Kot
- Thanawin Teeraphosukarn (Louis) como Pat
- Juthapich Indrajundra (Jamie) como Nita
- Suphakorn Sriphotong (Pod) como Wave (veterano de Zo)
- Sivakorn Lertchuchot (Guy) como Trin (veterano de Joke)
- Weerayut Chansook (Arm) como Park (melhor amigo de Joke)
- Kirati Puangmalee (Title) como Puen (Ep. 7)
- Cong Duong como James/Poom (Ep. 6, 8)
- Puttipong Jitbut (Chokun) como irmão mais novo de Joke (Ep. 12)

## Trilha sonora
| Título                        | Artista                                           | Ref.  |
| ----------------------------- | ------------------------------------------------- | ----- |
| "แหมดเวลาซ่อน (Hidden Agenda)" | Archen Aydin (Joong), Natachai Boonprasert (Dunk) | [ 2 ] |
| "อย่านอยด์ดิ (Your Smile)"       | Archen Aydin (Joong)                              | [ 3 ] |